# Сикион
Сикион (на старогръцки: Σικυών) – древногръцки полис в североизточен Пелопонес, при Коринтския залив, между реките Асоп и Хелисон. Според митологията е основан от Егиалей и е споменат в „Илиадата“ като град под властта на Агамемнон, цар на Микена, намираща се на 18 км разстояние. След нашествието на дорийците е основан отново от Фалк, синът на Темен, владетел на Аргос. Клистен Стари е тиран на полиса между 600 и 570 и г. пр.н.е.
През 555 г. пр.н.е. с помощта на Древна Спарта в града е установлено републиканско управление. Сикион е бил прочут с богатството си и със своите занаятчии и художници. Плиний Старши и Павзаний съобщават, че около 580 – 577 г. пр.н.е. ученици на легендарния Дедал основали там художествена школа. Според гръцката легенда живописта води началото си от Сикион. Апостол Марк споменава Сикион (1Мак 15,23). Предполага се, че останките на Сикион се намират близо до съвременното селище Василико.